# Psychidocossus infantilis
Psychidocossus infantilis är en fjärilsart som beskrevs av William Schaus 1911. Psychidocossus infantilis ingår i släktet Psychidocossus och familjen träfjärilar. Inga underarter finns listade i Catalogue of Life.